# Onthophagus atriclaviger
Onthophagus atriclaviger là một loài bọ cánh cứng trong họ Bọ hung (Scarabaeidae).